# Isao Satō
Pour les articles homonymes, voir Sato.
Isao Satō, né en 1963, est un astronome japonais.

## Biographie
En 1991 il réussit à réaliser la première observation photographique d'une occultation stellaire par un astéroïde, celle de γ Geminorum par (381) Myrrha.
Le Centre des planètes mineures le crédite de la découverte de six astéroïdes, effectuée entre 1994 et 1996, en collaboration avec Masanao Abe, Hiroshi Araki, Hideo Fukushima et Naotaka Yamamoto.
L'astéroïde (6338) Isaosato lui a été dédié,.
| (19310) Osawa            | 4 novembre 1996 |
| (26887) Tokyogiants      | 14 octobre 1994 |
| (46632) RISE             | 14 octobre 1994 |
| (73827) Nakanohoshinokai | 12 janvier 1996 |
| (100267) JAXA            | 14 octobre 1994 |
| (100483) NAOJ            | 30 octobre 1996 |